# Evarra eigenmanni
Evarra eigenmanni és una espècie extinta de peix de la família dels ciprínids i de l'ordre dels cipriniformes.

## Hàbitat
Era un peix d'aigua dolça i de clima tropical.

## Distribució geogràfica
Es trobava a Mèxic.